# Großer Preis von Frankreich 1983
Der Große Preis von Frankreich 1983 (offiziell LXVIX Grand Prix de France) fand am 17. April auf dem Circuit Paul Ricard in Le Castellet statt und war das dritte Rennen der Formel-1-Weltmeisterschaft 1983.

## Berichte

### Hintergrund
Am Wochenende vor dem Frankreich-GP, der in diesem Jahr an einem ungewohnt frühen Termin stattfand, wurde das einzige nicht zur Weltmeisterschaft zählende Formel-1-Rennen der Saison 1983 im britischen Brands Hatch ausgetragen. Es handelte sich zudem um das letzte Rennen dieser Art überhaupt. Weltmeister Keke Rosberg siegte vor René Arnoux und Alan Jones. Anstelle von Jones, der sich trotz dieses dritten Platzes noch nicht für ein definitives Formel-1-Comeback entscheiden konnte, kehrte Chico Serra zum Großen Preis von Frankreich wieder ins Team Arrows zurück.
Das Team RAM Racing setzte einen zweiten Wagen ein, um dem einheimischen Jean-Louis Schlesser sein Grand-Prix-Debüt zu ermöglichen. Dieses scheiterte jedoch an dessen Nicht-Qualifikation.

### Training
Während des Trainings wurde die Dominanz der turbomotorisierten Fahrzeuge sehr deutlich. Die beiden Renault-Piloten Alain Prost und Eddie Cheever qualifizierten sich für die erste Startreihe vor Riccardo Patrese, Arnoux, Elio de Angelis und Nelson Piquet.
Niki Lauda erreichte als bester Fahrer ohne Turbomotor den zwölften Startplatz.

### Rennen
Hinter dem Führenden Prost folgten zunächst Patrese, Cheever, Piquet, Arnoux und der vom elften Platz aus gestartete Patrick Tambay.
In der zweiten Runde wurde Patrese zunächst von Cheever und kurz darauf von Piquet überholt. Als der Italiener in der 19. Runde aufgrund eines Motorschadens ausschied, rückte Tambay auf den vierten Rang auf. In der 18. Runde war Piquet an Cheever vorbei auf den zweiten Rang gelangt.
Da ungefähr zur Hälfte des Rennens alle Teams an der Spitze einen von vornherein geplanten Boxenstopp zum Nachtanken und Reifenwechseln durchführten, wurde die Rangfolge dadurch nicht verändert.
Prost siegte vor Piquet, Cheever und Tambay. Die Plätze fünf und sechs belegten die beiden Williams-Piloten Rosberg und Jacques Laffite.

## Meldeliste
| Team                           | Nr. | Fahrer               | Chassis         | Motor                    | Reifen |
| ------------------------------ | --- | -------------------- | --------------- | ------------------------ | ------ |
| TAG Williams Team              | 01  | Keke Rosberg         | Williams FW08C  | Ford Cosworth DFV 3.0 V8 | G      |
| TAG Williams Team              | 02  | Jacques Laffite      | Williams FW08C  | Ford Cosworth DFV 3.0 V8 | G      |
| Benetton Tyrrell Team          | 03  | Michele Alboreto     | Tyrrell 011B    | Ford Cosworth DFV 3.0 V8 | G      |
| Benetton Tyrrell Team          | 04  | Danny Sullivan       | Tyrrell 011B    | Ford Cosworth DFV 3.0 V8 | G      |
| Fila Sport                     | 05  | Nelson Piquet        | Brabham BT52    | BMW M12/13 1,5 L4t       | M      |
| Fila Sport                     | 06  | Riccardo Patrese     | Brabham BT52    | BMW M12/13 1,5 L4t       | M      |
| Marlboro McLaren International | 07  | John Watson          | McLaren MP4/1C  | Ford Cosworth DFV 3.0 V8 | M      |
| Marlboro McLaren International | 08  | Niki Lauda           | McLaren MP4/1C  | Ford Cosworth DFV 3.0 V8 | M      |
| Team ATS                       | 09  | Manfred Winkelhock   | ATS D6          | BMW M12/13 1,5 L4t       | G      |
| John Player Team Lotus         | 11  | Elio de Angelis      | Lotus 93T       | Renault EF1 1.5 V6t      | P      |
| John Player Team Lotus         | 12  | Nigel Mansell        | Lotus 92        | Ford Cosworth DFV 3.0 V8 | P      |
| Équipe Renault Elf             | 15  | Alain Prost          | Renault RE40    | Renault EF1 1.5 V6t      | M      |
| Équipe Renault Elf             | 16  | Eddie Cheever        | Renault RE40    | Renault EF1 1.5 V6t      | M      |
| RAM Automotive Team March      | 17  | Eliseo Salazar       | RAM 01          | Ford Cosworth DFV 3.0 V8 | P      |
| RAM Automotive Team March      | 18  | Jean-Louis Schlesser | RAM 01          | Ford Cosworth DFV 3.0 V8 | P      |
| Marlboro Team Alfa Romeo       | 22  | Andrea de Cesaris    | Alfa Romeo 183T | Alfa Romeo 890T 1,5 V8t  | M      |
| Marlboro Team Alfa Romeo       | 23  | Mauro Baldi          | Alfa Romeo 183T | Alfa Romeo 890T 1,5 V8t  | M      |
| Équipe Ligier Gitanes          | 25  | Jean-Pierre Jarier   | Ligier JS21     | Ford Cosworth DFV 3.0 V8 | M      |
| Équipe Ligier Gitanes          | 26  | Raul Boesel          | Ligier JS21     | Ford Cosworth DFV 3.0 V8 | M      |
| Scuderia Ferrari SpA SEFAC     | 27  | Patrick Tambay       | Ferrari 126C2B  | Ferrari 021 1.5 V6t      | G      |
| Scuderia Ferrari SpA SEFAC     | 28  | René Arnoux          | Ferrari 126C2B  | Ferrari 021 1.5 V6t      | G      |
| Arrows Racing Team             | 29  | Marc Surer           | Arrows A6       | Ford Cosworth DFV 3.0 V8 | G      |
| Arrows Racing Team             | 30  | Chico Serra          | Arrows A6       | Ford Cosworth DFV 3.0 V8 | G      |
| Osella Squadra Corse           | 31  | Corrado Fabi         | Osella FA1D     | Ford Cosworth DFV 3.0 V8 | M      |
| Osella Squadra Corse           | 32  | Piercarlo Ghinzani   | Osella FA1D     | Ford Cosworth DFV 3.0 V8 | M      |
| Theodore Racing Team           | 33  | Roberto Guerrero     | Theodore N183   | Ford Cosworth DFV 3.0 V8 | G      |
| Theodore Racing Team           | 34  | Johnny Cecotto       | Theodore N183   | Ford Cosworth DFV 3.0 V8 | G      |
| Candy Toleman Motorsport       | 35  | Derek Warwick        | Toleman TG183B  | Hart 415T 1.5 L4t        | P      |
| Candy Toleman Motorsport       | 36  | Bruno Giacomelli     | Toleman TG183B  | Hart 415T 1.5 L4t        | P      |

## Klassifikationen

### Qualifying
| Pos. | Fahrer               | Konstrukteur  | Qualifikationstraining 1 | Qualifikationstraining 1 | Qualifikationstraining 2 | Qualifikationstraining 2 | Start |
| Pos. | Fahrer               | Konstrukteur  | Zeit                     | Ø-Geschwindigkeit        | Zeit                     | Ø-Geschwindigkeit        | Start |
| ---- | -------------------- | ------------- | ------------------------ | ------------------------ | ------------------------ | ------------------------ | ----- |
| 01   | Alain Prost          | Renault       | 1:38,358                 | 212,652 km/h             | 1:36,672                 | 216,360 km/h             | 01    |
| 02   | Eddie Cheever        | Renault       | 1:38,980                 | 211,315 km/h             | 1:39,785                 | 209,611 km/h             | 02    |
| 03   | Riccardo Patrese     | Brabham-BMW   | 1:41,095                 | 206,895 km/h             | 1:39,104                 | 211,051 km/h             | 03    |
| 04   | René Arnoux          | Ferrari       | 1:40,027                 | 209,104 km/h             | 1:39,115                 | 211,028 km/h             | 04    |
| 05   | Elio de Angelis      | Lotus-Renault | 1:39,512                 | 210,186 km/h             | 1:39,312                 | 210,609 km/h             | 05    |
| 06   | Nelson Piquet        | Brabham-BMW   | 1:39,601                 | 209,998 km/h             | 1:39,746                 | 209,693 km/h             | 06    |
| 07   | Andrea de Cesaris    | Alfa Romeo    | keine Zeit               | –                        | 1:39,611                 | 209,977 km/h             | 07    |
| 08   | Mauro Baldi          | Alfa Romeo    | 1:41,215                 | 206,649 km/h             | 1:39,618                 | 209,962 km/h             | 08    |
| 09   | Derek Warwick        | Toleman-Hart  | 1:43,038                 | 202,993 km/h             | 1:39,881                 | 209,409 km/h             | 09    |
| 10   | Manfred Winkelhock   | ATS-BMW       | 1:40,233                 | 208,674 km/h             | 1:44,987                 | 199,225 km/h             | 10    |
| 11   | Patrick Tambay       | Ferrari       | 1:40,393                 | 208,341 km/h             | 1:40,488                 | 208,144 km/h             | 11    |
| 12   | Niki Lauda           | McLaren-Ford  | 1:41,065                 | 206,956 km/h             | 1:41,492                 | 206,085 km/h             | 12    |
| 13   | Bruno Giacomelli     | Toleman-Hart  | 1:42,219                 | 204,619 km/h             | 1:41,775                 | 205,512 km/h             | 13    |
| 14   | John Watson          | McLaren-Ford  | 1:41,838                 | 205,385 km/h             | 1:42,448                 | 204,162 km/h             | 14    |
| 15   | Michele Alboreto     | Tyrrell-Ford  | 1:42,177                 | 204,704 km/h             | 1:43,317                 | 202,445 km/h             | 15    |
| 16   | Keke Rosberg         | Williams-Ford | 1:42,450                 | 204,158 km/h             | 1:42,551                 | 203,957 km/h             | 16    |
| 17   | Johnny Cecotto       | Theodore-Ford | 1:43,552                 | 201,985 km/h             | 1:42,615                 | 203,830 km/h             | 17    |
| 18   | Nigel Mansell        | Lotus-Ford    | 1:43,320                 | 202,439 km/h             | 1:42,650                 | 203,760 km/h             | 18    |
| 19   | Jacques Laffite      | Williams-Ford | 1:43,295                 | 202,488 km/h             | 1:42,678                 | 203,705 km/h             | 19    |
| 20   | Jean-Pierre Jarier   | Ligier-Ford   | 1:42,808                 | 203,447 km/h             | 1:42,737                 | 203,588 km/h             | 20    |
| 21   | Marc Surer           | Arrows-Ford   | 1:42,962                 | 203,143 km/h             | 1:44,346                 | 200,449 km/h             | 21    |
| 22   | Roberto Guerrero     | Theodore-Ford | 1:43,367                 | 202,347 km/h             | 1:43,602                 | 201,888 km/h             | 22    |
| 23   | Corrado Fabi         | Osella-Ford   | 1:45,638                 | 197,997 km/h             | 1:43,411                 | 202,261 km/h             | 23    |
| 24   | Danny Sullivan       | Tyrrell-Ford  | 1:44,317                 | 200,504 km/h             | 1:43,654                 | 201,787 km/h             | 24    |
| 25   | Raul Boesel          | Ligier-Ford   | 1:44,470                 | 200,211 km/h             | 1:44,905                 | 199,380 km/h             | 25    |
| 26   | Chico Serra          | Arrows-Ford   | 1:44,778                 | 199,622 km/h             | 1:45,859                 | 197,584 km/h             | 26    |
| DNQ  | Eliseo Salazar       | RAM-Ford      | 1:45,073                 | 199,062 km/h             | 2:02,335                 | 170,973 km/h             | –     |
| DNQ  | Piercarlo Ghinzani   | Osella-Ford   | 1:46,541                 | 196,319 km/h             | 1:45,812                 | 197,671 km/h             | –     |
| DNQ  | Jean-Louis Schlesser | RAM-Ford      | 1:45,866                 | 197,571 km/h             | 1:46,102                 | 197,131 km/h             | –     |

### Rennen
| Pos. | Fahrer             | Konstrukteur  | Runden | Stopps | Zeit        | Start | Schnellste Runde |
| ---- | ------------------ | ------------- | ------ | ------ | ----------- | ----- | ---------------- |
| 01   | Alain Prost        | Renault       | 54     | 1      | 1:34:13,913 | 01    | 1:42,695 (34.)   |
| 02   | Nelson Piquet      | Brabham-BMW   | 54     | 1      | + 29,720    | 06    | 1:43,552         |
| 03   | Eddie Cheever      | Renault       | 54     | 1      | + 40,232    | 02    | 1:43,590         |
| 04   | Patrick Tambay     | Ferrari       | 54     | 1      | + 1:06,880  | 11    | 1:44,185         |
| 05   | Keke Rosberg       | Williams-Ford | 53     | 1      | + 1 Runde   | 16    | 1:45,022         |
| 06   | Jacques Laffite    | Williams-Ford | 53     | 1      | + 1 Runde   | 19    | 1:45,223         |
| 07   | René Arnoux        | Ferrari       | 53     | 1      | + 1 Runde   | 04    | 1:45,005         |
| 08   | Michele Alboreto   | Tyrrell-Ford  | 53     | 0      | + 1 Runde   | 15    | 1:46,291         |
| 09   | Jean-Pierre Jarier | Ligier-Ford   | 53     | 0      | + 1 Runde   | 20    | 1:46,841         |
| 10   | Marc Surer         | Arrows-Ford   | 53     | 0      | + 1 Runde   | 21    | 1:45,748         |
| 11   | Johnny Cecotto     | Theodore-Ford | 52     | 1      | + 2 Runden  | 17    | 1:46,526         |
| 12   | Andrea de Cesaris  | Alfa Romeo    | 50     | 1      | + 4 Runden  | 07    | 1:44,106         |
| 13   | Bruno Giacomelli   | Toleman-Hart  | 49     | 0      | DNF         | 13    | 1:47,367         |
| –    | Raul Boesel        | Ligier-Ford   | 47     | 0      | DNF         | 25    | 1:49,893         |
| –    | Corrado Fabi       | Osella-Ford   | 36     | 0      | DNF         | 23    | 1:48,666         |
| –    | Manfred Winkelhock | ATS-BMW       | 36     | 3      | DNF         | 10    | 1:46,546         |
| –    | Niki Lauda         | McLaren-Ford  | 29     | 0      | DNF         | 12    | 1:45,974         |
| –    | Mauro Baldi        | Alfa Romeo    | 28     | 1      | DNF         | 08    | 1:46,253         |
| –    | Chico Serra        | Arrows-Ford   | 26     | 0      | DNF         | 26    | 1:48,101         |
| –    | Roberto Guerrero   | Theodore-Ford | 23     | 0      | DNF         | 22    | 1:47,442         |
| –    | Danny Sullivan     | Tyrrell-Ford  | 21     | 0      | DNF         | 24    | 1:47,759         |
| –    | Elio de Angelis    | Lotus-Renault | 20     | 0      | DNF         | 05    | 1:46,995         |
| –    | Riccardo Patrese   | Brabham-BMW   | 19     | 0      | DNF         | 03    | 1:43,803         |
| –    | Derek Warwick      | Toleman-Hart  | 14     | 1      | DNF         | 09    | 1:47,344         |
| –    | Nigel Mansell      | Lotus-Ford    | 6      | 0      | DNF         | 18    | 1:48,723         |
| –    | John Watson        | McLaren-Ford  | 3      | 1      | DNF         | 14    | 1:46,818         |

## WM-Stände nach dem Rennen
Die ersten sechs des Rennens bekamen 9, 6, 4, 3, 2 bzw. 1 Punkt(e). In der Fahrerwertung wurden die besten elf Resultate, in der Konstrukteurswertung alle Resultate gewertet.

### Fahrerwertung
| Pos. | Fahrer           | Konstrukteur  | Punkte |
| ---- | ---------------- | ------------- | ------ |
| 01   | Nelson Piquet    | Brabham-BMW   | 15     |
| 02   | Niki Lauda       | McLaren-Ford  | 10     |
| 03   | Alain Prost      | Renault       | 9      |
| 04   | John Watson      | McLaren-Ford  | 9      |
| 05   | Jacques Laffite  | Williams-Ford | 7      |
| 06   | Patrick Tambay   | Ferrari       | 5      |
| 07   | René Arnoux      | Ferrari       | 4      |
| 08   | Eddie Cheever    | Renault       | 4      |
| 09   | Marc Surer       | Arrows-Ford   | 3      |
| 10   | Keke Rosberg     | Williams-Ford | 2      |
| 11   | Johnny Cecotto   | Theodore-Ford | 1      |
| 12   | Raul Boesel      | Ligier-Ford   | 0      |
| 13   | Michele Alboreto | Tyrrell-Ford  | 0      |
| 14   | Derek Warwick    | Toleman-Hart  | 0      |

| Pos. | Fahrer             | Konstrukteur  | Punkte |
| ---- | ------------------ | ------------- | ------ |
| 15   | Danny Sullivan     | Tyrrell-Ford  | 0      |
| 16   | Chico Serra        | Arrows-Ford   | 0      |
| 17   | Jean-Pierre Jarier | Ligier-Ford   | 0      |
| 18   | Riccardo Patrese   | Brabham-BMW   | 0      |
| 19   | Nigel Mansell      | Lotus-Ford    | 0      |
| 20   | Andrea de Cesaris  | Alfa Romeo    | 0      |
| 21   | Bruno Giacomelli   | Toleman-Hart  | 0      |
| 22   | Eliseo Salazar     | RAM-Ford      | 0      |
| 23   | Manfred Winkelhock | ATS-BMW       | 0      |
| –    | Roberto Guerrero   | Theodore-Ford | 0      |
| –    | Mauro Baldi        | Alfa Romeo    | 0      |
| –    | Corrado Fabi       | Osella-Ford   | 0      |
| –    | Alan Jones         | Arrows-Ford   | 0      |
| –    | Elio de Angelis    | Alfa Romeo    | 0      |

### Konstrukteurswertung
| Pos. | Konstrukteur  | Punkte |
| ---- | ------------- | ------ |
| 01   | McLaren-Ford  | 19     |
| 02   | Brabham-BMW   | 15     |
| 03   | Renault       | 13     |
| 04   | Ferrari       | 9      |
| 05   | Williams-Ford | 9      |
| 06   | Arrows-Ford   | 3      |
| 07   | Theodore-Ford | 1      |
| 08   | Ligier-Ford   | 0      |

| Pos. | Konstrukteur | Punkte |
| ---- | ------------ | ------ |
| 09   | Tyrrell-Ford | 0      |
| 10   | Toleman-Hart | 0      |
| 11   | Lotus-Ford   | 0      |
| 12   | Alfa Romeo   | 0      |
| 13   | RAM-Ford     | 0      |
| 14   | ATS-BMW      | 0      |
| –    | Osella-Ford  | 0      |